# Ischnochiton variegatus
Ischnochiton variegatus är en blötdjursart som först beskrevs av Henry Adams och George French Angas 1864.  Ischnochiton variegatus ingår i släktet Ischnochiton och familjen Ischnochitonidae. Inga underarter finns listade i Catalogue of Life.